# Blackburn Buccaneer
Blackburn Buccaneer byl britský palubní útočný a taktický bombardovací letoun, zařazený do služby od roku 1962 u Royal Navy i Royal Air Force. Ve své době a kategorii je považován za jeden z nejlepších strojů vůbec. Navržený a vyráběný byl zpočátku společností Blackburn Aircraft v Brough, ale později byl známý i jako Hawker Siddeley Buccaneer, protože se firma Blackburn stala součástí Hawker Siddeley Group, nicméně tento název je vzácný.
Buccaneer byl původně navržen v reakci na konstrukční program sovětských křižníků třídy Sverdlov. Místo stavby nové vlastní floty mohlo královské námořnictvo k útoku na tyto lodě použít stroje Buccaneer tím, že se přiblížily v nízkých výškách pod radarovým horizontem lodi. Buccaneer mohl zaútočit pomocí jaderné pumy nebo konvenčních zbraní. Aby se zvýšila jeho schopnost přežít proti modernějším lodním protiletadlovým zbraním, byla později zamýšlena i výzbroj protilodními střelami krátkého dosahu.
Do služby u Royal Navy vstoupil Buccaneer v roce 1962. Počáteční výrobní letadla trpěla řadou nehod kvůli nedostatečnému výkonu motoru. Tento problém byl vyřešen u Buccaneeru S.2, vybaveného výkonnějšími motory Rolls-Royce Spey. Buccaneer byl také nabídnut jako účastník do soutěže Royal Air Force (RAF) o nové útočné letadlo. Zpočátku byl odmítnut ve prospěch pokročilejšího nadzvukového letounu BAC TSR.2, ale náklady programu TSR-2 vedly k jeho zrušení. Poté následovalo zrušení jeho vybrané náhrady v podobě General Dynamics F-111K. Buccaneer byl nakonec RAF vybrán a do služby vstoupil v roce 1969.
Královské námořnictvo v roce 1978 vyřadilo poslední ze svých velkých letadlových lodí, útočné role převedlo na letouny British Aerospace Sea Harrier a své Buccaneery předalo RAF. Havárie v roce 1980 odhalila problémy s únavou materiálu a flotila RAF byla snížena na 60 letadel, zatímco zbytek byl sešrotován. Konec studené války vedl RAF ke snižování stavu strojů a urychlil vyřazení zbývající flotily, přičemž poslední stroje Buccaneer byly z RAF vyřazeny v roce 1994 ve prospěch letounů Panavia Tornado. Vedle služby ve Spojeném království se letouny Buccaneer dostaly do služeb jihoafrického letectva (SAAF). Do bojů poprvé zasáhly během války v Zálivu v roce 1991 a za jihoafrické pohraniční války.

## Vývoj

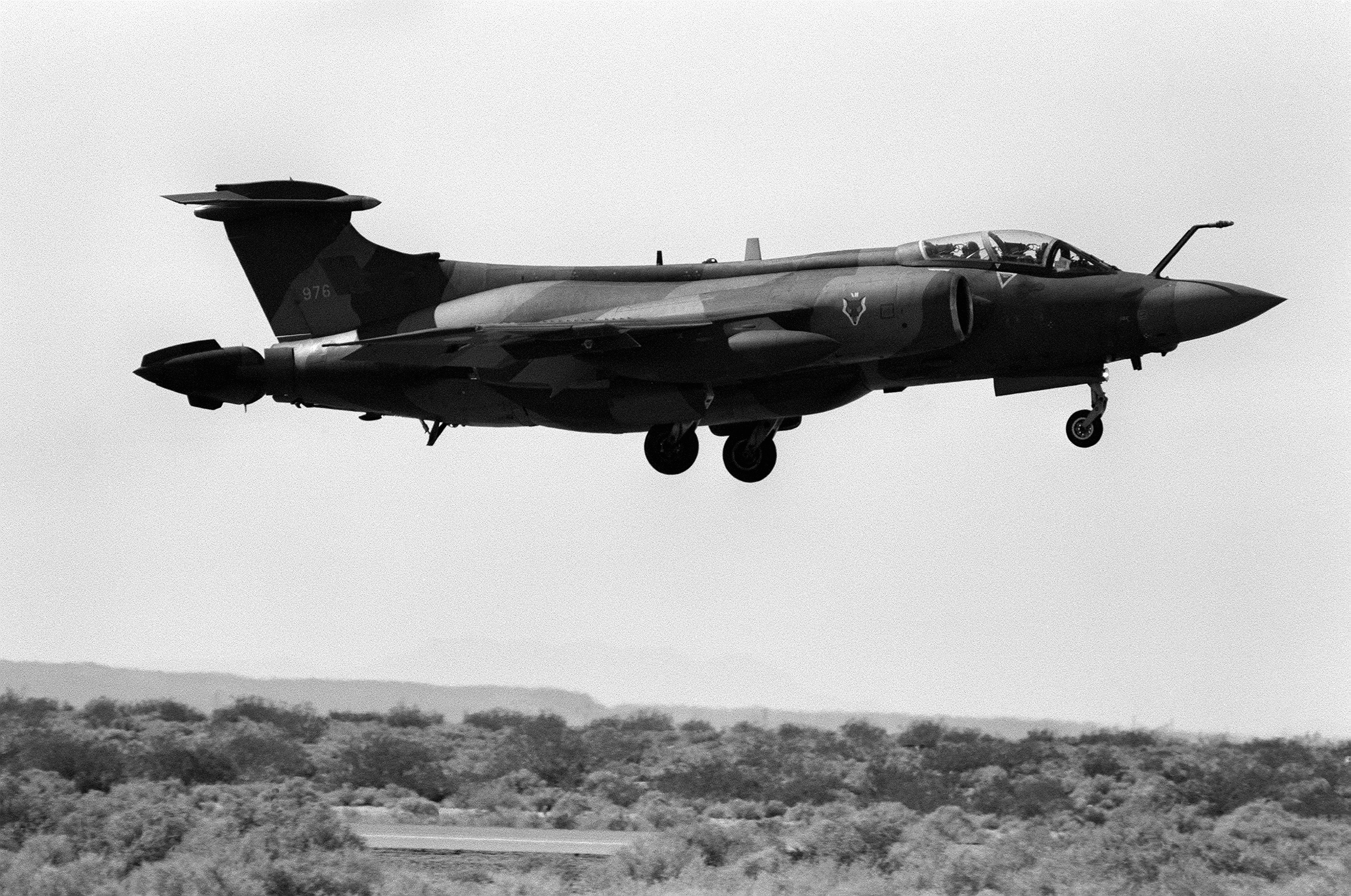
Buccaneer S.2B z 12. perutě RAF v roce 1981.

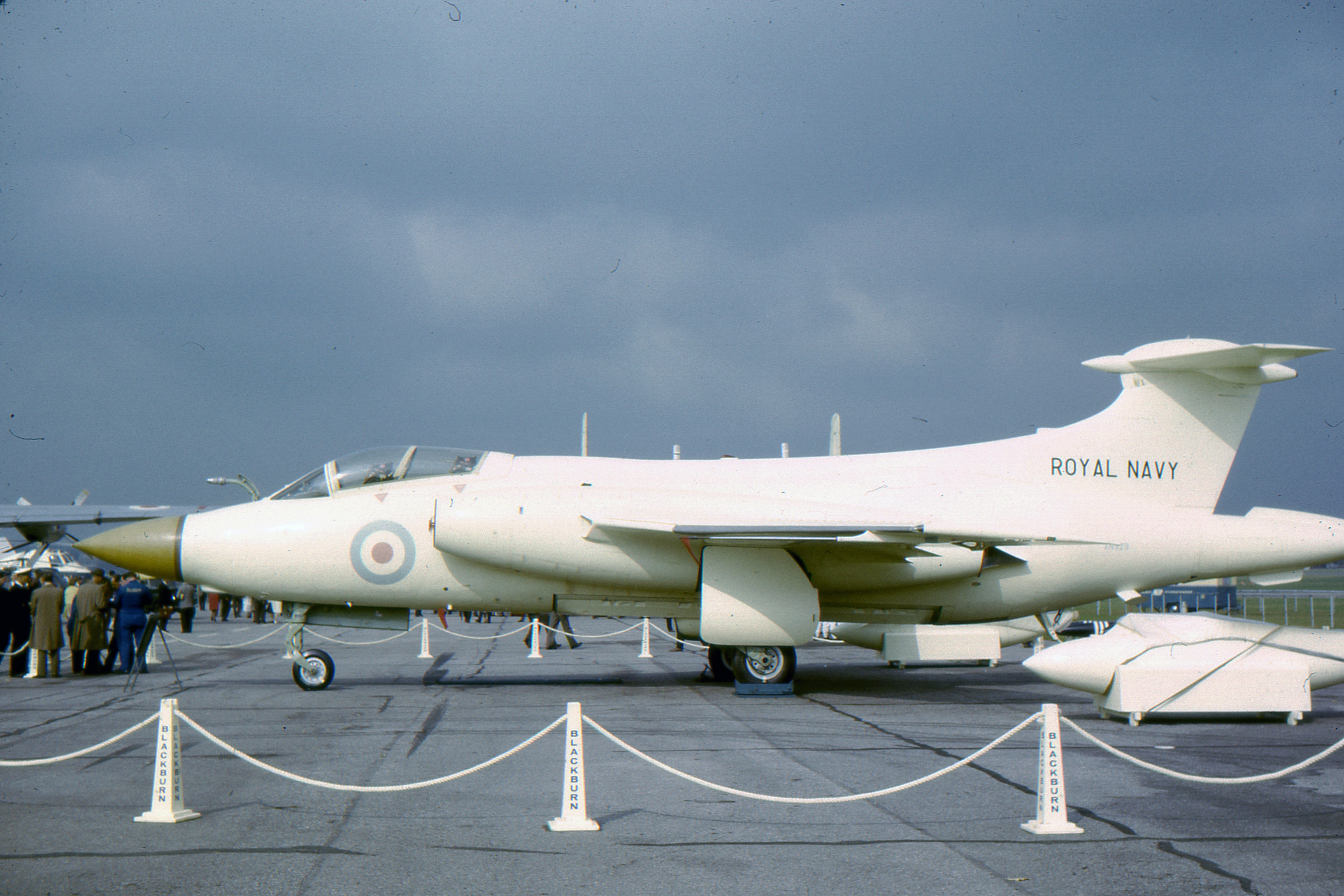
Buccaneer S.1 v roce 1962 na Farnborough Airshow s bílým antiradiačním nátěrem.

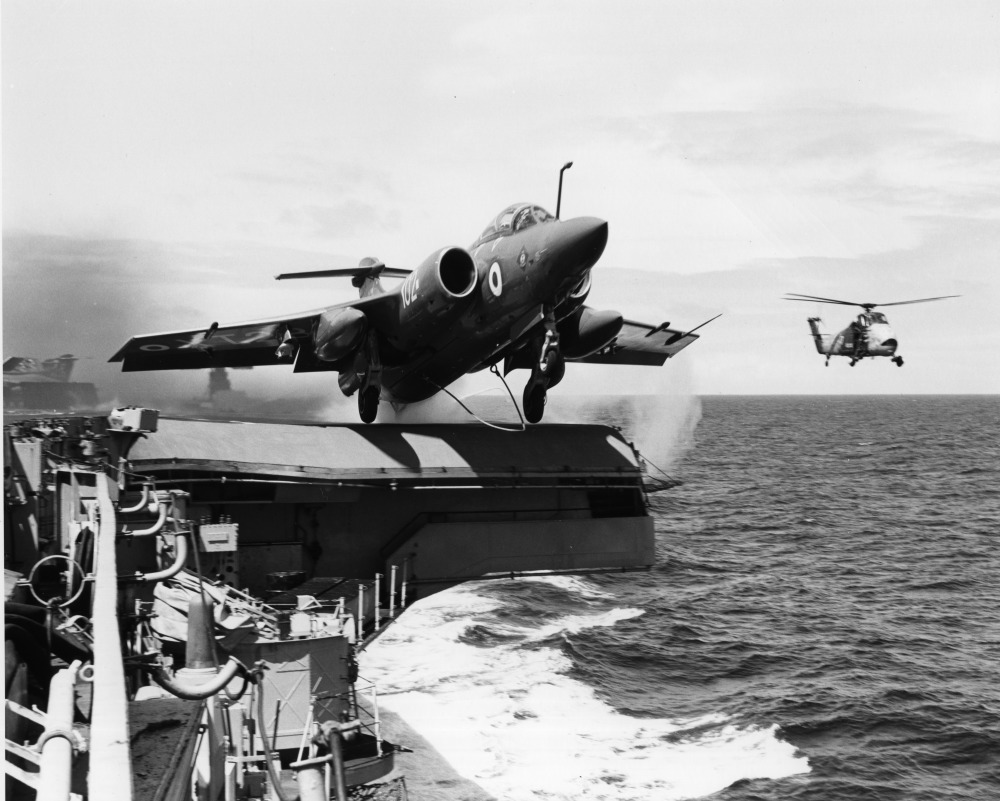
Buccaneer S.2 vzlétá z letadlové lodi; S.2 byl vybaven silnějším motorem Rolls-Royce Spey, který mu umožnil vzlet s maximální hmotností.

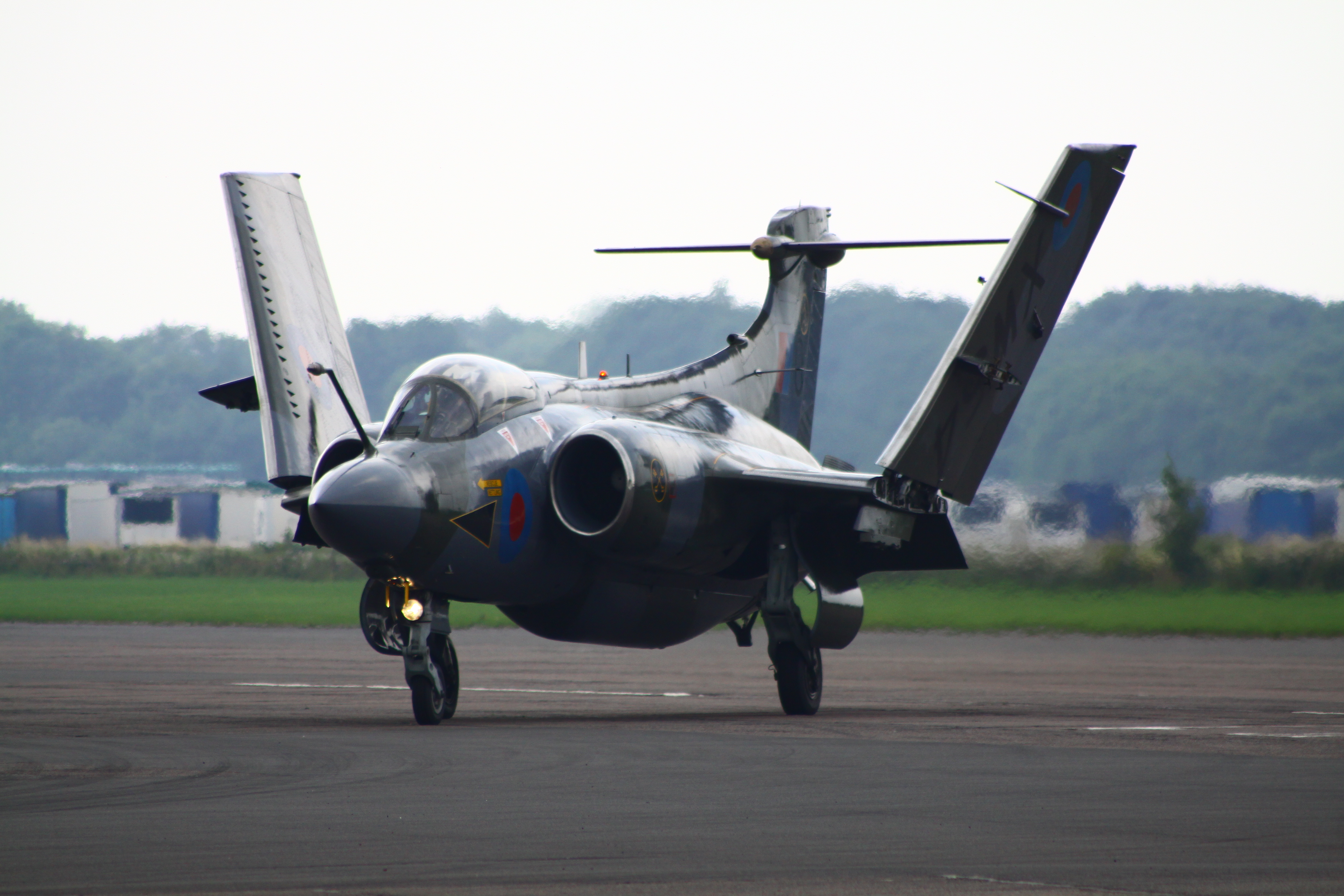
Buccaneer S.2 se složenými křídly

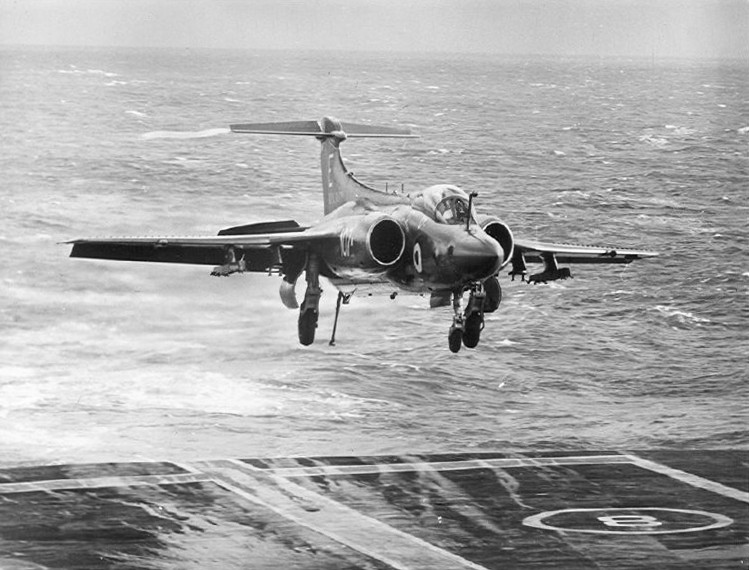
Buccaneer S.2 přistává na britské letadlové lodi HMS Eagle, cca 1971

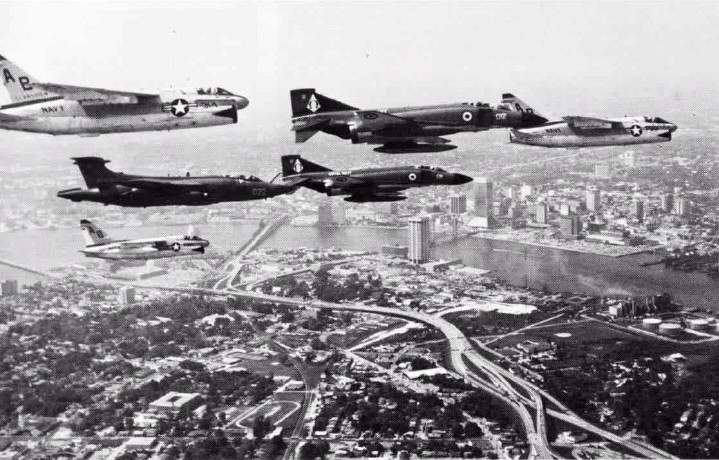
Let tří letounů US Navy Vought A-7E Corsair II, dvou britských Phantomů FG.1 a Buccaneeru S.2 nad Jacksonville, Florida v roce 1976.

Na počátku 50. let 20. století byly do výzbroje sovětského námořnictva zařazeny nové lehké křižníky třídy Sverdlov. V měřítcích doby těsně po ukončení druhé světové války se jednalo o rychlá, účinně vyzbrojená plavidla, která mohla být stavěna ve značných počtech. Lehké křižníky představovaly závažné riziko pro jakoukoli obchodní plavbu na severním Atlantiku, obdobu německých kapesních bitevních lodí, ale neporovnatelně početnější a o 25 % rychlejší. Aby se Královské námořnictvo mohlo v případě konfliktu s touto hrozbou vypořádat, rozhodlo se k „asymetrické obraně“. Protivníkem křižníků třídy Sverdlov neměla být primárně britská válečná plavidla, ale specializované palubní letouny, schopné operovat z palub lehkých letadlových lodí s nákladem konvenčních nebo jaderných zbraní a útočit velmi vysokou rychlostí těsně nad hladinou. Uvažovaná taktika slibovala přinést v boji účinné a současně i z hlediska nákladů ekonomické řešení.
Požadavky na letoun byly oznámeny v červnu 1952, pod označením Naval Staff Requirement NA39. Očekávala se konstrukce dvoumístného letounu se sklopnými křídly, dosahujícího rychlosti Mach 0,85 ve výšce 60 metrů nad hladinou moře, s bojovým doletem alespoň 400 nm (asi 750 km) a schopností nést jaderné zbraně ve vnitřní pumovnici.
Na základě NA39 britské ministerstvo zásobování vydalo detailní specifikace M.148T, s termínem pro zaslání odpovědí během února 1953.
V soutěži na vznik nového letounu zvítězil Project B-103, který navrhl šéfkonstruktér firmy Blackburn B. P. Laight. Z důvodu přísného utajení byl stroj nazýván BNA (Blackburn Naval Aircraft – Námořní letoun firmy Blackburn) nebo BANA (Blackburn Advanced Naval Aircraft – Pokročilý námořní letoun firmy Blackburn), což nakonec vedlo k přezdívce "Banana Jet" – Banánový tryskáč, která letounu vydržela po celou dobu služby.
Blackburn Buccaneer byl dvoumotorový středoplošník, jehož dvojčlenná osádka seděla v tandemu (za sebou) pod odsuvným překrytem. Aby naplnil znění požadavků námořnictva, v konstrukci letounu se objevilo mnoho pokročilých řešení. Trup byl tvarován důsledně podle pravidla ploch, což podstatně snížilo jeho odpor při rychlostech blízkých rychlosti zvuku. Letoun tak vzdáleně připomínal tvarem láhev od Coca-Coly. Ocasní plochy bylo možné široce nastavovat, aby splnily požadavky na ovladatelnost při nízkých i vysokých rychlostech. Protože klasická vrata pumovnice není možné během rychlého letu v malé výšce bezpečně otevírat kvůli příliš velkému dynamickému tlaku vzduchu, vznikla vrata otočná, která se ukrývala do vnitřních prostor trupu. Současně se tak zjednodušil i přístup do pumovnice na zemi.
Nevelké křídlo letounu Buccaneer je navrženo k rychlému letu v malé výšce a samo o sobě nedokáže vytvořit dostatečně velký vztlak za nízkých rychlostí, kterými je nezbytné létat během přiblížení a přistání na rozměrově omezenou palubu letadlové lodi. Proto je křídlo i vodorovná ocasní plocha Buccaneeru při malých rychlostech ofukována proudem stlačeného vzduchu, odebíraného od kompresorů proudových motorů. Aby vytvářely dostatek vzduchu k ofukování, musí motory při přistání běžet na relativně velký výkon, což by ale nepříjemně urychlovalo stroj. U Blackburnu našli řešení této kontraproduktivní vlastnosti letounu konstrukcí mohutné aerodynamické brzdy: kuželovité zakončení trupu Buccaneeru je vytvořeno ze dvou polovin, které mohou být hydraulicky vyklopeny do stran a způsobují opravdu výrazný aerodynamický odpor. Příď letounu s anténou radiolokátoru může být pro hangárování otočena o 180°, aby se ušetřilo místo v podpalubí relativně malých (ve srovnání např. s americkými plavidly) britských letadlových lodí.
První verze Buccaneeru, označovaná S.1, byla poháněna dvojicí proudových motorů de Havilland Gyron Junior s tahem po 35 kN. Tyto stroje trpěly bezmála kritickým nedostatkem výkonu motorů. S.1 nemohly při vzletu z letadlové lodi nést současně plný náklad výzbroje i maximální objem paliva, proto se využíval „systém dvojic“. Buccaneer nesl plnou výzbroj, ale pouze minimum paliva. Za letu mu nádrže, díky tankování paliva za letu, doplnil tankovací Supermarine Scimitar, což ale rozhodně nebylo možné považovat za ideální postup. Také sebemenší ztráta výkonu motoru během vzletu nutně vedla ke katastrofě. Pohonné jednotky de Havilland Gyron Junior navíc trpěly relativně vysokou spotřebou paliva, což velmi omezovalo dolet.
Řešení přinesla verze S.2 poháněná dvouproudovými motory Rolls-Royce Spey, které dávaly o 40% více tahu při výrazně nižší spotřebě paliva. Protože rozměry Spey byly podstatně větší než de Havilland Gyron Junior Junior, musely se zvětšit i motorové gondoly a nasávací otvory vzduchu. Na křídle byly provedeny drobné aerodynamické změny. Stroje Buccaneer S.2 ve službě úplně nahradily původní S.1 od listopadu 1966.
Některé S.2 byly po zařazení střel Martel do výzbroje upraveny na jejich nosiče a značeny S.2D. Zbývající stroje se nadále značily S.2C.
Šestnáct letounů bylo vyrobeno (a patnáct dodáno) jako S.50 pro letectvo Jihoafrické republiky. Úprava spočívala v instalaci závěsníků pro pomocné raketové motory Bristol Siddeley BS.605, které pomáhaly Buccaneerům vzlétat za vysokých afrických teplot a ve větších nadmořských výškách.
Když britské námořní letectvo Fleet Air Arm po vyřazení letadlové lodi HMS Ark Royal ze služby v roce 1978 přestalo používat klasické palubní letouny koncepce CATOBAR a soustředilo se na kolmo startující Hawker Siddeley Harrier a vrtulníky, 62 z celkem 84 Buccaneerů S.2 bylo převedeno k Royal Air Force jako verze S.2A. Doplnily 26 strojů S.2B, které přímo pro RAF vyrobil následník firmy Blackburn, koncern Hawker Siddeley. Tyto letouny postrádaly námořní vybavení a měly nainstalovány radiostanice a další přístroje podle standardů Royal Air Force.

## Modifikace

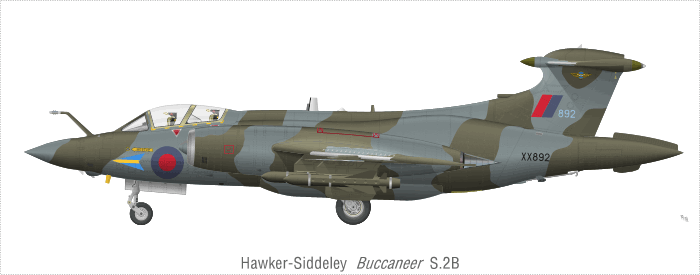
Buccaneer S.2B vyzbrojený střelami Sea Eagle

Během služby došlo na letounech Buccaneer několikrát k úpravám, obvykle souvisejícím se změnami výzbroje nebo taktiky. Možnosti vlastní obrany strojů byly podstatně vylepšeny instalací rušících kontejnerů AN/ALQ-101 ECM, výmetnic kovových fólií nebo pyrotechnických klamných cílů a přidáním závěsníků protiletadlových řízených střel AIM-9 Sidewinder. Buccaneery RAF byly vyzbrojeny tzv. "retard defence"; brzděnou obranou. Jednalo se o čtveřici pum s hmotností po 454 kg, které mohly být odhazovány na brzdícím padáku a představovaly tak efektivní odstrašující prostředek vůči jakémukoli letounu, který by se nacházel za Buccaneerem. Stroje mohly také nosit laserový značkovač cílů AN/AVQ 23E Pave Spike, s jehož pomocí se naváděly přesné pumy Paveway II. Buccaneery mohly hrát roli značkovacích letounů pro další typy z výzbroje RAF i jiných spojeneckých letectev. Od roku 1986 značkovače využívala 208. peruť RAF spolu s protilodními střelami Sea Eagle.

## Služba
Buccaneer přišel do služby v červenci 1962. Od roku 1965 získal typové osvědčení jako nosič jaderných zbraní Red Beard a WE177. Oba typy jaderných náloží byly neseny v pumovnici.
Do bojů zasáhly Buccaneery během války v Zálivu, 1991. Několik exemplářů působilo s kontejnery AN/AVQ 23E Pave Spike jako značkovací letouny pro další britské stroje a současně i samy Buccaneery svrhly nevelký počet laserem naváděných pum.
Poslední Buccaneery byly vyřazeny ze služby v roce 1994.
Jediným zahraničním uživatelem typu je Jihoafrická republika, která své Buccaneery využívala v období 1965–1991.

## Varianty

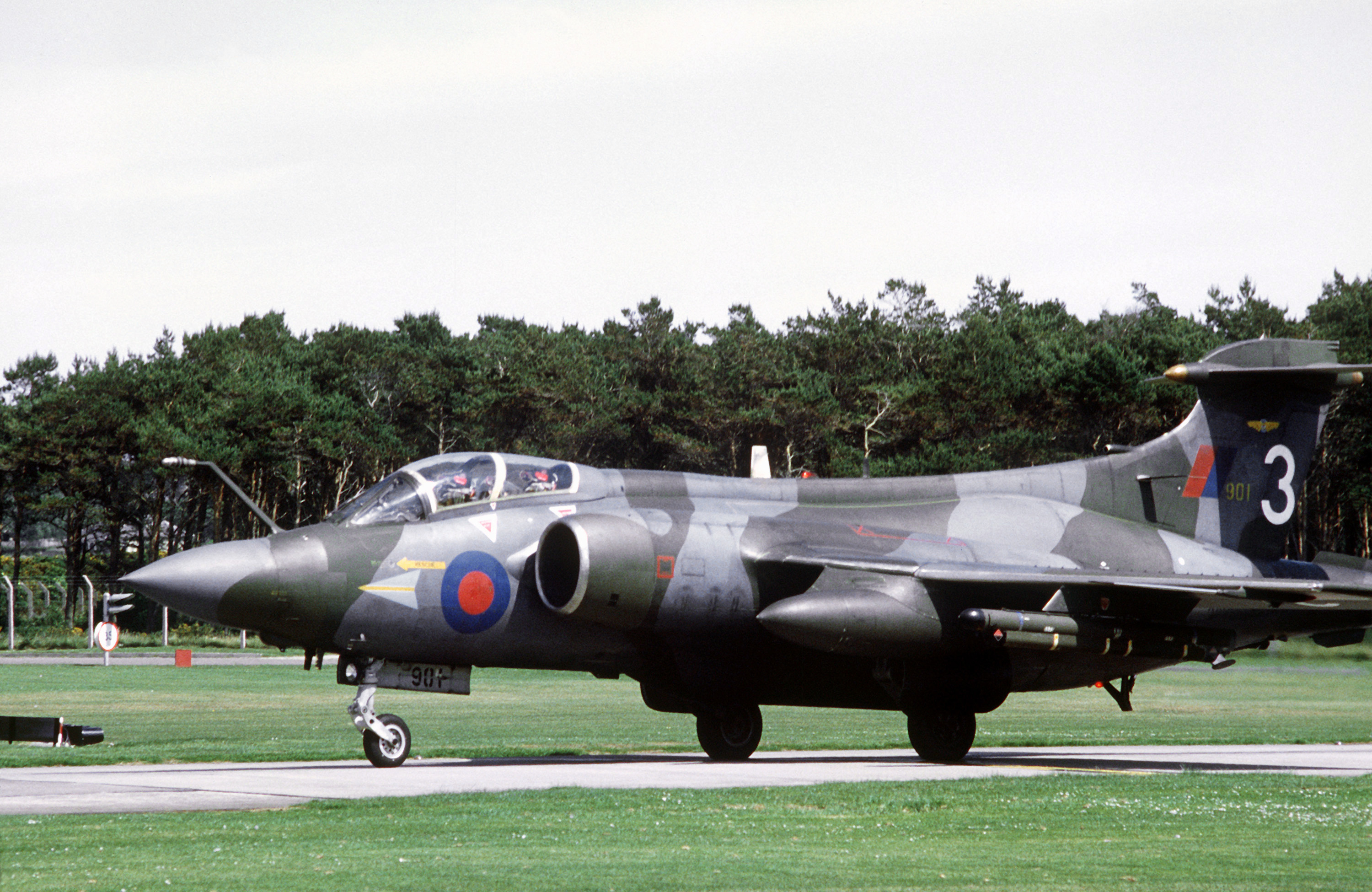
Buccaneer S.2B XX901 z výzbroje RAF v roce 1981.

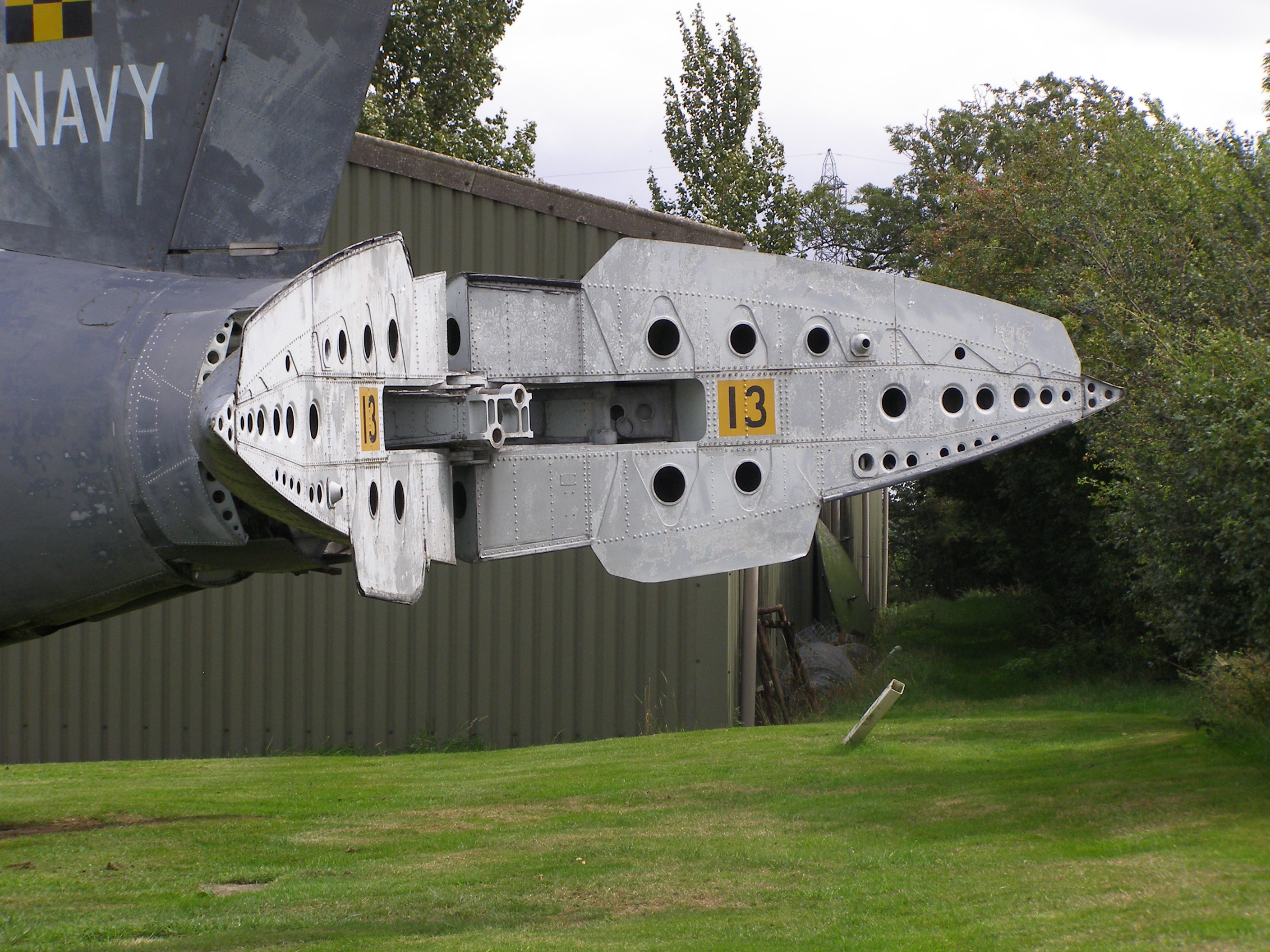
Detail aerodynamických brzd letounu Buccaneer

- Blackburn NA.39

Předsériové letouny, 20 kusů.
- Buccaneer S.1

První sériová verze, poháněná proudovými motory de Havilland Gyron Junior. Postaveno 40 letounů.
- Buccaneer S.2

Úprava S.1, s mnoha různými zlepšeními a poháněná dvouproudovými motory Rolls-Royce Spey. Od roku 1962 vzniklo 10 strojů přestavbou u firmy Blackburn Aircraft Limited a 74 u Hawker Siddeley Aviation Ltd.
- Buccaneer S.2A

Letouny vyrobené původně pro Royal Navy, přepracované dle požadavků Royal Air Force.
- Buccaneer S.2B

Speciální varianta pro RAF. Plně vybavené a schopné nosit protiradarové nebo protilodní střely Martel. Postaveno 45 kusů mezi roky 1973 a 1977.
- Buccaneer S.2C

Letouny Royal Navy, upravené na standard S.2A.
- Buccaneer S.2D

Letouny Royal Navy, upravené na standard S.2B. Od roku 1975 mohou nosit střely Martel.
- Buccaneer S.50

Varianta pro Jihoafrickou republiku. Odstraněny hydraulické pohony pro sklápění křídla včetně příslušných rozvodů. Letouny mohly být vybaveny dvojicí pomocných raketových motorů pro usnadnění vzletu na základnách s horkým klimatem a velkou nadmořskou výškou, např. AFB Waterkloof, Pretoria, odkud nejčastěji operovaly.

## Uživatelé
Jihoafrická republika
- South African Air Force
  - 24. peruť SAAF

 Velká Británie
- Royal Air Force
  - 12. peruť RAF
  - 15. peruť RAF
  - 16. peruť RAF
  - 208. peruť RAF
  - 216. peruť RAF

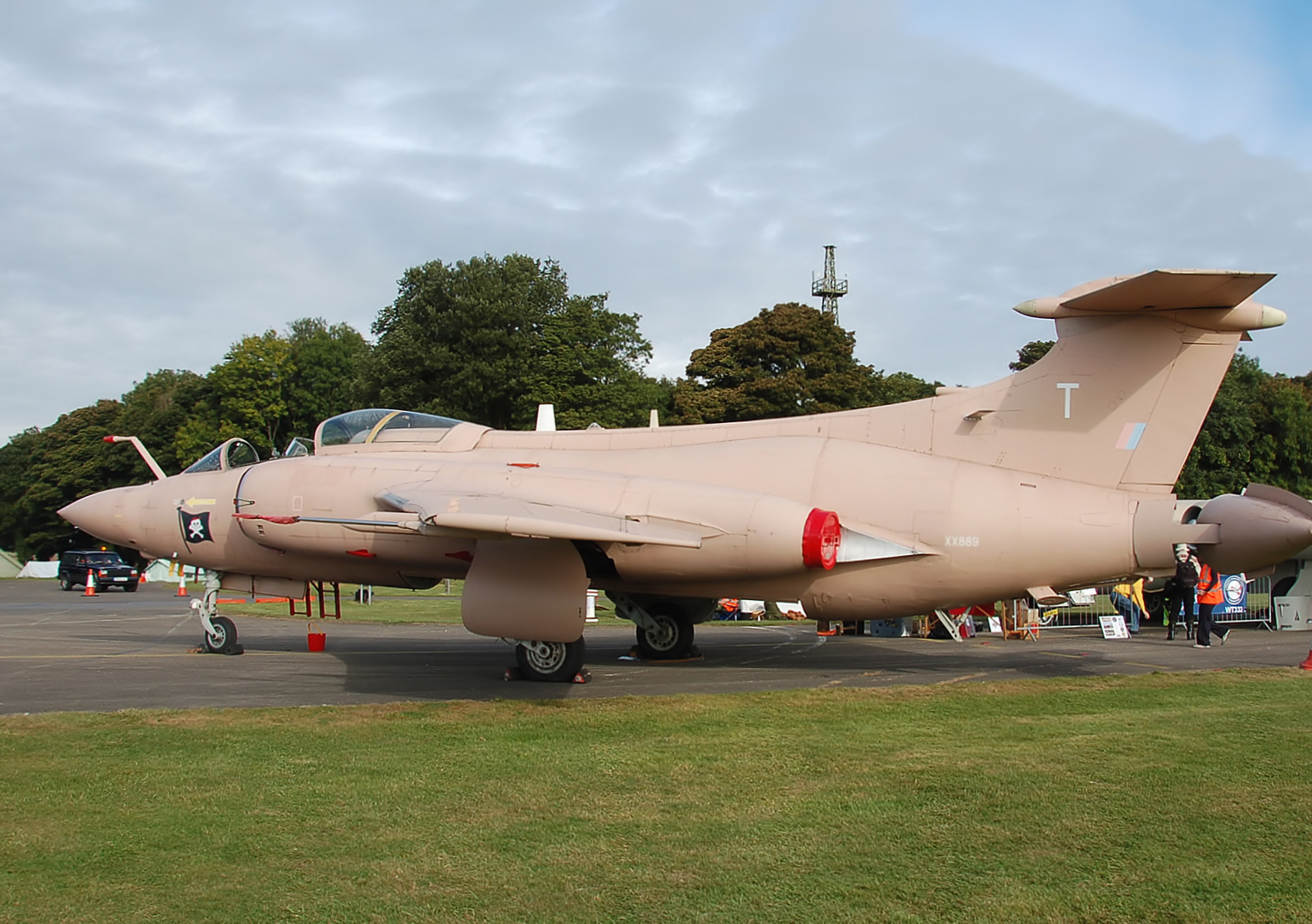
Buccaneer S.2B v barvách z roku 1991 (Válka v Zálivu) na letišti Cotswold, Anglie

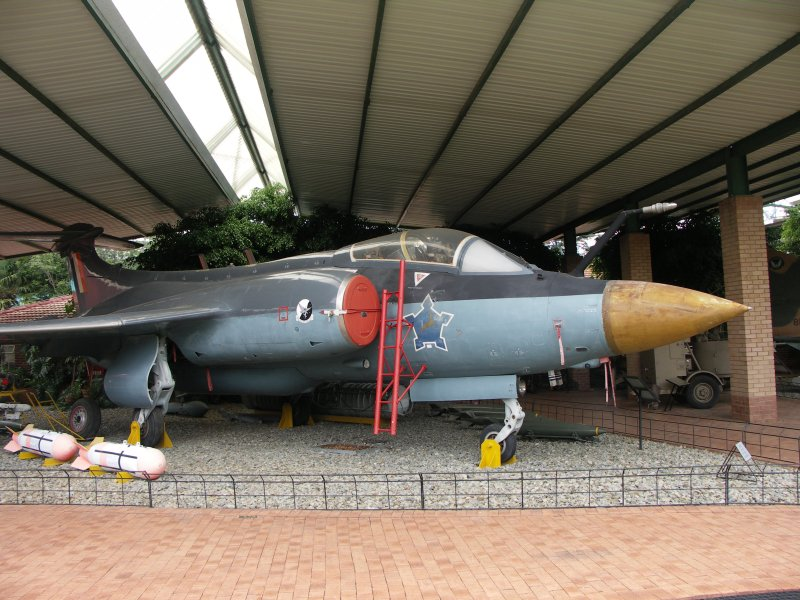
Vyřazený Buccaneer S.50 v South African National Museum of Military History

  - 237. Operational Conversion Unit, RAF – Přeškolovací jednotka

- Fleet Air Arm
  - 700Z peruť FAA (Intensive Flying Trials Unit) – Přeškolovací jednotka
  - 700B peruť FAA
  - 736. peruť FAA
  - 800. peruť FAA
  - 801. peruť FAA
  - 803. peruť FAA
  - 809. peruť FAA

## Dochované exempláře
- Tři Buccaneery S.50 zůstávají stále ještě letuschopné (2008). Všechny jsou v soukromém držení na letišti ThunderCity v Cape Town. Tyto stroje lze pronajmout k soukromým letům.[3]

- Britská společnost Hawker Hunter Aviation uvedla do letuschopného stavu Buccaneer S.2, sériové číslo XX885. V dubnu 2006 stroj získal osvědčení o letové způsobilosti.[4]

- Ve Velké Británii je několik Buccaneerů ve stavu, který umožňuje předvádět rychlé pojíždění silou vlastních motorů.[5][6]

## Specifikace (Buccaneer S.2)
Zdroj

### Technické údaje
- Osádka: 2
- Délka: 19,33 m
- Rozpětí křídla: 13,41 m
- Výška na zemi: 4,97 m
- Nosná plocha: 47,82 m²
- Hmotnost prázdného letounu: 14 000 kg
- Vzletová hmotnost : 28 000 kg
- Plošné zatížení křídla: 587,6 kg/m²
- Pohonné jednotky: 2× dvouproudový motor Rolls-Royce Spey Mk.101 o tahu po 49 kN
- Poměr tahu a hmotnosti: 0,36

### Výkony
- Maximální rychlost: 1 040 km/h ve výšce 60 m nad hladinou moře
- Dolet: 3 700 km (při využití plné kapacity letounu výhradně pro palivo)
- Dostup: 12 200 m

### Výzbroj
- Do celkové hmotnosti 5 400 kg, nesená ve vnitřní pumovnici nebo na čtveřici závěsníků pod křídlem